# 費氏大電鱝
費氏大電鱝（學名：Tetronarce fairchildi），又稱費氏大電鰩，為軟骨魚綱電鰩目電鰩科大電鱝屬的一種，分布於西南太平洋紐西蘭海域，為特有種，深度5至1153公尺，本魚有一個橢圓形的胸鰭盤，厚且圓滑，背鰭二個，第一背鰭較第二背鰭長，尾鰭長，眼睛小，出水口邊緣平滑，表皮無顆粒小突起，深灰色的背面, 腹側白色，棲息大陸棚及大陸坡沙泥底質水域，單獨活動，屬肉食性，在夜間捕食，以硬骨魚類為食，體具有發電器官，用來防禦或捕食，卵胎生，生活習性不明。